# ワイドファラオ
ワイドファラオ（欧字名:Wide Pharaoh、2016年4月3日 - ）は、日本の競走馬。主な勝ち鞍は2020年のかしわ記念、2019年のニュージーランドトロフィー、ユニコーンステークス。
馬名の意味は、冠名＋王様。

## 経歴

### 2歳（2018年）
本馬を管理する角居勝彦調教師の不祥事に伴う調教停止処分を受け、デビューは臨時の転厩先である中竹和也厩舎で迎える。ヘニーヒューズ産駒だったがデビュー後ユニコーンステークスまでは一貫して芝路線を使われ、10月13日東京の新馬戦でデビュー。道中軽快に逃げ、直線で懸命に粘るもパッシングスルーにかわされ2着。続く11月11日京都の未勝利戦でも同様の競馬で2着となる。12月8日中京の未勝利戦では道中好位追走から抜け出して3戦目で初勝利を飾る。

### 3歳（2019年）
4か月の休養を挟み、4月6日に現役時は角居厩舎の所属だったウオッカの追悼競走として実施された、ニュージーランドトロフィーで実戦復帰。好スタートを決めると道中軽快に逃げると直線でも脚色は衰えず、最後はメイショウショウブの追撃をクビ差しのいで重賞初制覇を果たすとともに、NHKマイルカップの優先出走権を獲得した。本番のNHKマイルカップは9着に敗れたが、その後6月16日のユニコーンステークスに出走。初のダート戦だったが、好スタートから逃げの手に出ると、直線ではデュープロセスの猛追をアタマ差振り切り、重賞2勝目を挙げた。夏は休養し9月12日のテレ玉杯オーバルスプリントで復帰、3番手からレースを進めたが、逃げるノブワイルドを捕まえられず2着に敗れた。次走のみやこステークスはやや離れた5着に終わった。続く12月1日のチャンピオンズカップは14着と惨敗する。

### 4歳（2020年）
4歳初戦となった根岸ステークスは5着に入る。ユニコーンステークスと同じ舞台で行われるフェブラリーステークスは逃げるも12着と惨敗に終わる。その後は放牧され5月5日のかしわ記念に出走、7頭立て、うち地方所属馬1頭と小頭数で行われ、本馬は6番人気と低評価での出走となったが、最内枠を利して逃げると2着ケイティブレイブに2馬身差をつけ押し切りJpnI初勝利を飾った。続く帝王賞でも果敢に先手を取り4着に粘った。その後は休養し半年ぶりのレースとなったマイルチャンピオンシップ南部杯は7着に敗退。続くみやこステークスは別定59㎏で出走し、10頭立て9着とブービーに敗れた。その後背腰の疲れが出たため休養に入った。

### 5歳（2021年）
3か月ぶりのレースとなったフェブラリーステークスは28日に勇退する角居勝彦調教師最後のGI挑戦となった。レースは逃げるも14着と大敗に終わる。3月1日から辻野泰之厩舎へ転厩となる。連覇を狙ったかしわ記念は0.7秒差の4着に入った。続くさきたま杯は好位から運び一旦は抜け出したもののアルクトス、エアスピネルに交わされ3着に敗れた。変則開催の影響により、小倉1700mで行われたプロキオンステークスは他馬より2㎏重い58㎏で出走し8着に終わった。次走、京成杯オータムハンデキャップでNHKマイルカップ以来となる芝のレースを選択、鞍上は柴田善臣に乗り替わる。道中前目につけたが馬群に沈み9着に敗れた。続くマイルチャンピオンシップ南部杯は福永に騎乗が戻ったが5着、11月の武蔵野ステークスは10着、12月の兵庫ゴールドトロフィーは4着とこの年は未勝利に終わった。

### 6歳（2022年）
3月27日のマーチステークスで復帰したが14着と大敗、5月3日のかきつばた記念では6着であった。5月6日付でJRAの競走馬登録を抹消、大井競馬に移籍。転入初戦となる6月30日の浦和スプリントオープンで2着に入った。その後の重賞2戦はともに着外に終わり、9月20日付で地方競馬の競走馬登録を抹消された。

## 引退後
2023年より北海道新冠町の白馬牧場にて種牡馬生活を送っている。

## 競走成績
以下の内容は、netkeiba.comの情報に基づく。
| 競走日     | 競馬場 | 競走名                     | 格     | 距離（馬場）  | 頭 数 | 枠 番 | 馬 番 | オッズ （人気） | 着順 | タイム （上り3F） | 着差 | 騎手        | 斤量 [kg] | 1着馬（2着馬）         | 馬体重 [kg] |
| ---------- | ------ | -------------------------- | ------ | ------------- | ----- | ----- | ----- | --------------- | ---- | ----------------- | ---- | ----------- | --------- | ---------------------- | ----------- |
| 2018.10.13 | 東京   | 2歳新馬                    |        | 芝1600m（良） | 18    | 3     | 6     | 011.90（4人）   | 02着 | R1:35.8（34.1）   | -0.0 | 0福永祐一   | 55        | パッシングスルー       | 496         |
| 0000.11.11 | 京都   | 2歳未勝利                  |        | 芝1600m（良） | 11    | 1     | 1     | 006.30（3人）   | 02着 | R1:36.0（35.2）   | -0.1 | 0福永祐一   | 55        | マイネルウィルトス     | 496         |
| 0000.12.08 | 中京   | 2歳未勝利                  |        | 芝1600m（良） | 14    | 5     | 7     | 002.50（1人）   | 01着 | R1:35.2（35.3）   | -0.2 | 0福永祐一   | 55        | （サラミス）           | 500         |
| 2019.04.06 | 中山   | NZT                        | GII    | 芝1600m（良） | 14    | 1     | 1     | 010.80（4人）   | 01着 | R1:34.2（33.9）   | -0.0 | 0内田博幸   | 56        | （メイショウショウブ） | 512         |
| 0000.05.05 | 東京   | NHKマイルC                 | GI     | 芝1600m（良） | 18    | 6     | 12    | 062.20（9人）   | 09着 | R1:32.8（34.6）   | -0.4 | 0内田博幸   | 57        | アドマイヤマーズ       | 500         |
| 0000.06.16 | 東京   | ユニコーンS                | GIII   | ダ1600m（重） | 13    | 1     | 1     | 006.60（3人）   | 01着 | R1:35.5（37.1）   | -0.0 | 0福永祐一   | 57        | （デュープロセス）     | 498         |
| 0000.09.12 | 浦和   | テレ玉杯オーバルスプリント | JpnIII | ダ1400m（稍） | 11    | 5     | 5     | 002.70（1人）   | 02着 | R1:25.6（37.5）   | -0.3 | 0福永祐一   | 55        | ノブワイルド           | 499         |
| 0000.11.03 | 京都   | みやこS                    | GIII   | ダ1800m（良） | 16    | 4     | 8     | 008.60（3人）   | 05着 | R1:50.3（38.5）   | -1.2 | 0M.デムーロ | 56        | ヴェンジェンス         | 504         |
| 0000.12.01 | 中京   | チャンピオンズC            | GI     | ダ1800m（良） | 16    | 7     | 13    | 045.90（9人）   | 14着 | R1:50.3（37.2）   | -1.8 | 0M.デムーロ | 55        | クリソベリル           | 502         |
| 2020.02.02 | 東京   | 根岸S                      | GIII   | ダ1400m（良） | 16    | 3     | 6     | 010.10（4人）   | 05着 | R1:23.2（35.5）   | -0.5 | 0福永祐一   | 58        | モズアスコット         | 508         |
| 0000.02.23 | 東京   | フェブラリーS              | GI     | ダ1600m（良） | 16    | 2     | 3     | 024.10（6人）   | 12着 | R1:37.3（38.5）   | -2.1 | 0福永祐一   | 57        | モズアスコット         | 500         |
| 0000.05.05 | 船橋   | かしわ記念                 | JpnI   | ダ1600m（良） | 7     | 1     | 1     | 026.90（6人）   | 01着 | R1:38.6（36.3）   | -0.4 | 0福永祐一   | 57        | （ケイティブレイブ）   | 506         |
| 0000.06.24 | 大井   | 帝王賞                     | JpnI   | ダ2000m（重） | 14    | 3     | 4     | 025.60（6人）   | 04着 | R2:06.0（37.1）   | -0.7 | 0福永祐一   | 57        | クリソベリル           | 510         |
| 0000.10.12 | 盛岡   | マイルCS南部杯             | JpnI   | ダ1600m（稍） | 16    | 8     | 15    | 005.30（4人）   | 07着 | R1:34.1（36.4）   | -1.4 | 0福永祐一   | 57        | アルクトス             | 507         |
| 0000.11.08 | 阪神   | みやこS                    | GIII   | ダ1800m（良） | 10    | 1     | 1     | 012.20（6人）   | 09着 | R1:53.9（41.0）   | -4.0 | 0福永祐一   | 59        | クリンチャー           | 506         |
| 2021.02.21 | 東京   | フェブラリーS              | GI     | ダ1600m（良） | 16    | 4     | 8     | 041.0（11人）   | 14着 | R1:36.7（38.2）   | -2.3 | 0福永祐一   | 57        | カフェファラオ         | 514         |
| 0000.05.05 | 船橋   | かしわ記念                 | JpnI   | ダ1600m（稍） | 12    | 6     | 8     | 019.30（7人）   | 04着 | R1:40.4（39.8）   | -1.1 | 0福永祐一   | 57        | カジノフォンテン       | 514         |
| 0000.06.03 | 浦和   | さきたま杯                 | JpnII  | ダ1400m（良） | 12    | 4     | 4     | 004.20（3人）   | 03着 | R1:25.5（37.5）   | -0.6 | 0福永祐一   | 58        | アルクトス             | 506         |
| 0000.07.11 | 小倉   | プロキオンS                | GIII   | ダ1700m（重） | 16    | 4     | 8     | 007.50（4人）   | 08着 | R1:41.8（36.5）   | -0.9 | 0福永祐一   | 58        | メイショウカズサ       | 508         |
| 0000.09.12 | 中山   | 京成杯AH                   | GIII   | 芝1600m（良） | 16    | 4     | 8     | 078.1（14人）   | 09着 | R1:32.7（34.9）   | -0.7 | 0柴田善臣   | 57.5      | カテドラル             | 512         |
| 0000.10.11 | 盛岡   | マイルCS南部杯             | JpnI   | ダ1600m（不） | 16    | 5     | 10    | 011.60（6人）   | 05着 | R1:35.8（36.6）   | -0.5 | 0福永祐一   | 57        | アルクトス             | 505         |
| 0000.11.13 | 東京   | 武蔵野S                    | GIII   | ダ1600m（稍） | 16    | 6     | 12    | 060.1（15人）   | 10着 | R1:36.0（36.9）   | -1.0 | 0柴田善臣   | 58        | ソリストサンダー       | 512         |
| 0000.12.22 | 園田   | 兵庫ゴールドT              | JpnIII | ダ1400m（稍） | 11    | 2     | 2     | 008.40（4人）   | 04着 | R1:27.9（38.6）   | -0.9 | 0C.デムーロ | 57.5      | テイエムサウスダン     | 517         |
| 2022.03.27 | 中山   | マーチS                    | GIII   | ダ1800m（重） | 16    | 4     | 7     | 041.7（13人）   | 14着 | R1:52.3（39.3）   | -2.1 | 0大野拓弥   | 57.5      | メイショウハリオ       | 520         |
| 0000.05.03 | 名古屋 | かきつばた記念             | JpnIII | ダ1500m（稍） | 12    | 8     | 11    | 012.30（7人）   | 06着 | R1:33.3（38.6）   | -1.5 | 0岩田望来   | 57        | イグナイター           | 512         |
| 0000.06.30 | 浦和   | 浦和スプリントOP           | OP     | ダ1400m（良） | 10    | 6     | 6     | 002.50（2人）   | 02着 | R1:27.5（36.5）   | -0.3 | 0矢野貴之   | 57        | アマネラクーン         | 517         |
| 0000.07.20 | 浦和   | プラチナC                  | SIII   | ダ1400m（良） | 10    | 2     | 2     | 005.00（2人）   | 06着 | R1:27.7（39.1）   | -1.5 | 0真島大輔   | 58        | ティーズダンク         | 512         |
| 0000.08.25 | 川崎   | スパーキングサマーC        | SIII   | ダ1600m（良） | 14    | 7     | 12    | 017.20（7人）   | 14着 | R1:44.7（43.5）   | -3.4 | 0真島大輔   | 58        | フィールドセンス       | 510         |

## 血統表
| ワイドファラオの血統                      | ワイドファラオの血統               | ワイドファラオの血統               | （血統表の出典）                 | （血統表の出典） |
| 父系                                      | ストームバード系                   | ストームバード系                   | ストームバード系                 | [ § 2 ]          |
| 父 *ヘニーヒューズ Henny Hughes 栗毛 2003 | 父の父*ヘネシー Hennessy 栗毛 1993 | Storm Cat                          | Storm Bird                       | Storm Bird       |
| 父 *ヘニーヒューズ Henny Hughes 栗毛 2003 | 父の父*ヘネシー Hennessy 栗毛 1993 | Storm Cat                          | Terlingua                        |                  |
| 父 *ヘニーヒューズ Henny Hughes 栗毛 2003 | 父の父*ヘネシー Hennessy 栗毛 1993 | Island Kitty                       | Hawaii                           | Hawaii           |
| 父 *ヘニーヒューズ Henny Hughes 栗毛 2003 | 父の父*ヘネシー Hennessy 栗毛 1993 | Island Kitty                       | T.C. Kitten                      |                  |
| 父 *ヘニーヒューズ Henny Hughes 栗毛 2003 | 父の母Meadow Flyer 鹿毛 1989       | Meadowlake                         | Hold Your Peace                  | Hold Your Peace  |
| 父 *ヘニーヒューズ Henny Hughes 栗毛 2003 | 父の母Meadow Flyer 鹿毛 1989       | Meadowlake                         | Suspicious Native                |                  |
| 父 *ヘニーヒューズ Henny Hughes 栗毛 2003 | 父の母Meadow Flyer 鹿毛 1989       | Shortley                           | Hagley                           | Hagley           |
| 父 *ヘニーヒューズ Henny Hughes 栗毛 2003 | 父の母Meadow Flyer 鹿毛 1989       | Shortley                           | Short Winded                     |                  |
| 母 ワイドサファイア 鹿毛 2006             | 母の父アグネスタキオン 栗毛 1998   | *サンデーサイレンス Sunday Silence | Halo                             | Halo             |
| 母 ワイドサファイア 鹿毛 2006             | 母の父アグネスタキオン 栗毛 1998   | *サンデーサイレンス Sunday Silence | Wishing Well                     |                  |
| 母 ワイドサファイア 鹿毛 2006             | 母の父アグネスタキオン 栗毛 1998   | アグネスフローラ                   | *ロイヤルスキー                  | *ロイヤルスキー  |
| 母 ワイドサファイア 鹿毛 2006             | 母の父アグネスタキオン 栗毛 1998   | アグネスフローラ                   | アグネスレディー                 |                  |
| 母 ワイドサファイア 鹿毛 2006             | 母の母クイーンソネット 鹿毛 1992   | *ノーザンテースト Northern Taste   | Northern Dancer                  | Northern Dancer  |
| 母 ワイドサファイア 鹿毛 2006             | 母の母クイーンソネット 鹿毛 1992   | *ノーザンテースト Northern Taste   | Lady Victoria                    |                  |
| 母 ワイドサファイア 鹿毛 2006             | 母の母クイーンソネット 鹿毛 1992   | *エイプリルソネット April Sonnett  | Dike                             | Dike             |
| 母 ワイドサファイア 鹿毛 2006             | 母の母クイーンソネット 鹿毛 1992   | *エイプリルソネット April Sonnett  | Pass Me                          |                  |
| 母系(F-No.)                               | エイプリルソネット(USA)系(FN:12)   | エイプリルソネット(USA)系(FN:12)   | エイプリルソネット(USA)系(FN:12) | [ § 3 ]          |
| 5代内の近親交配                           | Northern Dancer 5×4=9.38%          | Northern Dancer 5×4=9.38%          | Northern Dancer 5×4=9.38%        | [ § 4 ]          |
| 出典                                      | 1. 2. 3. 4.                        | 1. 2. 3. 4.                        | 1. 2. 3. 4.                      | 1. 2. 3. 4.      |

- 半妹ワイドラトゥール（父カリフォルニアクローム）は2025年愛知杯勝ち馬。
- 母のワイドサファイアも幅田昌伸オーナーの所有馬（2009年フローラステークス2着、同年優駿牝馬で馬場入場後放馬し競走除外）。
- その他の近親にミリオンディスク（2009年カペラステークスほか）、アムールポエジー（2013年関東オークス）、デルマソトガケ（2022年全日本2歳優駿ほか）、カンチェンジュンガ（2025年阪急杯）